# سیروس اسنقی
سیروس اسنقی (زاده ۴ بهمن ۱۳۵۰ در تهران) بازیگر تئاتر ، سینما و تلویزیون اهل ایران است.
کارشناس ارشد بازیگری
مدرس دانشگاه و موسسات سینمایی

## زندگی‌نامه
- مدرک تحصیلی:کارشناس ارشد بازیگری از ارزشیابی مرکز هنرهای نمایشی

مدرس دانشگاه و موسسات سینمایی

## آثار

### تئاتر (بازیگر)
- بانگ جرس، تاجبخش فنائیان (۱۳۶۷) تالار فردوسی- تالار مولوی
- پینوکیو، جهانگیر طاهری (۱۳۶۸) تالار قشقایی
- حماسه خرمشهر، حسین فرخی (۱۳۷۰) تالار وحدت
- داستان آدم، حسین فرخی (۱۳۷۰) تالار مولوی
- غزل در حریر، امیر دژاکام  (۱۳۷۱) فرهنگسرای بهمن
- گوهر زمان، قدیر عیدی زاده (۱۳۷۶ سالن ۱۲ هزار نفری آزادی
- رستم و سهراب، پری صابری (۱۳۷۶) تالار وحدت
- در انتظار گودو، عیدی زاده- ناصر نجفی (۱۳۷۶) تالار کوچک نمایش
- شمس پرنده، پری صابری (۱۳۷۸) تالار وحدت
- عقل سرخ، سعید شاپوری (۱۳۷۹) فرهنگسرای انقلاب
- نگار'، حسین فرخی (۱۳۸۰) تالار شماره ۲ تئاتر شهر
- شمس پرنده، پری صابری (۱۳۸۲) تالار یونسکو- پاریس- فرانسه
- تدفین نور، افشین زارعی (۱۳۸۳) تالار) فرهنگسرای انقلاب
- من از کجا، عشق از کجا، پری صابری (۱۳۸۳) تالار اصلی تئاتر شهر
- بیقراری، سعید شاپوری (۱۳۸۳) تالار قشقایی
- نگار، شاهین آل آقا (۱۳۸۳) تالار سالن پرواز
- کوفیان، افشین زارعی (۱۳۸۴) تالار اصلی تئاتر شهر
- شمس پرنده، پری صابری (۱۳۸۴ ایتالیا
- شاهزاده عاشق، سوسن رحیمی (۱۳۸۵) فرهنگسرای ابن سینا
- خورشید و خاکستر، علی اصغر راسخ (۱۳۸۵) تالار قشقایی
- شمس پرنده، پری صابری (۱۳۸۶) تالار وحدت
- حیرت‌بازار، عبدالرضا فریدزاده (۱۳۸۶) تالار مهر- حوزه هنری
- طبیب عشق، بابک محمدی (۱۳۸۶) فرهنگسرای هنر (ارسباران)
- کنیزک من، مهدی شمسایی (۱۳۸۶) تالار اندیشه- حوزه هنری
- حیرت بازار، زری اماد (۱۳۸۷) شهرستان بجنورد
- شمس پرنده، پری صابری (۱۳۸۷) ایتالیا

- مَحرَمنامه، محمد خراط زاده (۱۳۸۸) تالار مهر- حوزه هنری

- سفر به جنون، عبدالرضا فرید زاده (۱۳۸۸) تالار اندیشه- حوزه هنری
- کنسرت وصل یار، ابراهیم اثباتی (۱۳۸۸) تالار سینما کانون

- در قاب ماه، حسین مسافر آستانه (۱۳۸۸) تالار وحدت
- بهرام چوبینه، شکرخدا گودرزی (۱۳۸۸) تالار قشقایی
- کنسرت وصل یار، ابراهیم اثباتی (۱۳۸۸) تالار وحدت
- آهو، بیتا عبائیان (۱۳۸۹) خانه نمایش اداره تئاتر
- حیرت بازار، زری اماد (۱۳۸۹) تالار استاد انتظامی- خانه هنرمندان

- آی کچلا، صادق عاشورپور (۱۳۹۰) تالار سنگلج
- کنسرت وصل یار، ابراهیم اثباتی (۱۳۹۰) تالار وحدت
- شمس پرنده، پری صابری (۱۳۹۰) تالار وحدت

- انبوهی از هیچ‌کس، مصطفی عبداللهی (۱۳۹۰) تالار برج آزادی

- کنسرت وصل یار، ابراهیم اثباتی (۱۳۹۱) تالار وحدت

- کمدی باغ شازده، محمد بی‌ریا (۱۳۹۲ تماشاخانه سنگلج

- وداع حمید، اصغری تتماج (۱۳۹۲ (آماده‌سازی برای بخش ویژه مقاومت)

- ،،مثل ماه برای آسمان ،، کورش زارعی تالار وحدت ۱۳۹۴

- ،، مردن با دهان باز ،، دلارا نوشین تالار سنگلج ۱۳۹۳
- ،، عکس خانوادگی ،، محمد استاد محمد ، بهارک‌ توسلی ۱۳۹۵

- ،،خاتون ،، حسین عالم بخش حوزه هنری ۱۳۹۶

- ،،شمس پرنده ،، پری صابری کاخ سعدآباد ۱۳۹۶

- ،، خاتون ،، حسین عالم بخش تئاتر شهر سالن اصلی ۱۳۹۷
- ،،او شمال من جنوب من غری و شرق من بود ،، تالار مهرگان سجاد افشاریان ، حسین حیدری پور ۱۳۹۷

- ،،کنسرت خسرو و شیرین ،، ویدا لقمانی تالار وحدت ۱۳۹۸

- ،، وقایع اتفاقیه ،، شهرام عبدی تالار سنگلج ۱۳۹۸
- ،، شمس پرنده ،، پری صابری کاخ سعد آباد ۱۳۹۹

- ،، یک ماه هزار آسمان ،، حمید ابراهیمی برج آزادی ۱۴۰۰
- ،، یک ماه هزار آسمان ،، حمید ابراهیمی حوزه هنری ۱۴۰۰
- ،، شاید غروب آغاز ماندن باشد ،، زری اماد ۱۴۰۰

- ،، هتل ریتاج ،، دکتر حمید افسری (حرا) سالن اصلی تئاتر شهر ۱۴۰۱
- ،، ایلیا ،، زدی اماد تالار ایرانشهر استاد ناظرزاده کرمانی ۱۴۰۲
- ،، حکیم نظامی ،، دکتر اردشیر صالحپور ، دکتر محمود شالویی تالار وحدت ۱۴۰۲

### تئاتر (کارگردان)
- خوان هفتم، سیروس اسنقی (۱۳۷۳ اکثر پادگان‌های سپاه تهران
- سرود شب فرود، سیروس اسنقی (۱۳۷۸) فرهنگسرای انقلاب
- لای لای نخل و زیتون، سیروس اسنقی (۱۳۸۵ شهرستان نیرو (با بازی: پردیس افکاری- حمیدرضا هدایتی راد)
- ،، آفرینش،، سیروس اسنقی باغ موزه دفاع مقدس ۱۳۸۶
- بچه آهوها گریه می‌کنند، سیروس اسنقی (۱۳۸۸ خرمشهر (با بازی: کاظم بلوچی- فریبا خادمی)
- ،، حماسه سبز ،، سیروس اسنقی تالار ستاد ناجا ۱۳۹۴
- ،، طلایه دار ،، (جهانگیر طاهری: نویسنده) سیروس اسنقی ۱۳۹۵

### تله تئاتر
- خانه شماره پنج، محمد عمرانی (۱۳۷۷)،) شبکه ۵
- مرگ، (وودی آلن) صادق هاتفی (۱۳۷۷)، شبکه ۲
- حدیث یاران، کریم سر بخش (۱۳۸۰)، شبکه ۴
- عید ولایت، حسین فرخی (۱۳۸۲)، شبکه ۲
- ابراهیم و آتش، حسین فرخی (۱۳۸۲)، شبکه ۲
- زیبایی در نگاه، سید محسن شهابی (۱۳۸۴)، شبکه ۴
- عبور از تاریخ، کاظم بلوچی (۱۳۸۷)، شبکه ۲
- ،، روزهای یک نقاش ناشناس ،، محمد حاتمی ۱۴۰۰

### نمایشنامه خوانی
- موش و گربه، عبدالرضا فرید زاده (۱۳۸۵) خانه نمایش- اداره تئاتر
- مجلس ضربت زدن، محمد خراط زاده (بهرام بیضایی) (۱۳۸۶) خانه نمایش- اداره تئاتر
- سهراب، تهمینه و خنجر بابک والی (۱۳۸۷) خانه تئاتر
- ایران، ملیکا رضی (حسن باستانی) (۱۳۸۸) فرهنگسرای نیاوران
- عزازیل، مهرداد فرنیان (۱۳۹۱) خانه تئاتر
- خمیازه، کتایون فیض مرندی (۱۳۹۱) خانه هنرمندان

### نماهنگ (کلیپ)
- تو ای پری کجایی، رضا بهشتی (مسعود آب پرور) (۱۳۷۸)، شبکه جام جم
- هجران، حسین مداحی (مسعود فرخنده) (۱۳۸۰ بخش نشده (باصدای محمد اصفهانی)
- قلب ستاره، بابک نوری (مهدی افشار) (۱۳۸۲)، همه شبکه‌ها (باصدای مهدی افشار)
- قوامینَ ا…، سید محسن شهابی (امیر هوشنگ دارایی) (۱۳۸۳ پخش نشده
- روایت انسان، احمدرضا داوری (۱۳۸۴)، همه شبکه‌ها
- بانگ رستگاری، کسری کریمی (سبط احمدی) (۱۳۸۵)، همه شبکه‌ها
- حیرت، کسری کریمی (سبط احمدی) (۱۳۸۵)، همه شبکه‌ها
- سجاده عشق، بابک ثقفی (سید محمد حسینی) (۱۳۸۹)، همه شبکه‌ها (باصدای علیرضا عصار)

### فیلم‌های کوتاه
- پنجره، محمد خراط زاده (۱۳۸۰)
- آبگینه، داریوش یاری (۱۳۸۲)
- کاروان، مریم احدی (۱۳۸۸)
- یک بار دیگر، مجید شتی (۱۳۸۸)
- جعبه‌ای پر از مهر، رومینا محقق (۱۳۸۸)
- ،، شوگر ددی،، امیر توکی ، سجاد بهاری ۱۳۹۹

### فیلم‌های سینمایی
- بشارت منجی نادر طالب زاده (۱۳۸۳)
- اخراجی‌ها (۱۳۸۵)
- قرنطینه (فیلم ۱۳۸۶) منوچهر هادی (۱۳۸۶)
- دل بی‌قرار (۱۳۹۱)
- ساحل امن (۱۳۹۵)

### مجموعه‌های تلویزیونی
| متن عنوان                            | متن عنوان | متن عنوان | متن عنوان                         | متن عنوان                           |
| ------------------------------------ | --------- | --------- | --------------------------------- | ----------------------------------- |
| قصه‌های تبیان                         |           | ۱۳۹۶      | فرج‌الله سلحشور                    | شبکه ۲                              |
| همه چیز آنجاست                       |           | ۱۳۹۳      | شهرام شاه حسینی                   | شبکه ۳                              |
| معمای شاه                            |           | ۱۳۹۲      | محمدرضا ورزی                      | شبکه ۱                              |
| سیگنال وارونه                        |           | ۱۳۹۲      | کرامت پور شهسواری                 | شبکه ۱                              |
| ریسمان‌های آسمانی                     |           | ۱۳۸۰      | رضا ایرانمنش (مهدی علمی نیا)      | پخش نشده (مجری، بازیگر)             |
| بچه‌های مسجد                          |           | ۱۳۸۷      | مرضیه منصوری (احسان صاحب جمعیان)  | شبکه قرآن                           |
| مدرسهٔ ما                             |           | ۱۳۸۷      | داریوش یاری (بهروز مفید)          | شبکه ۲                              |
| عملیات ۱۲۵                           |           | ۱۳۸۷      | بهروز افخمی                       | شبکه ۵                              |
| عبور از تاریخ                        |           | ۱۳۸۵      | کاظم بلوچی (علیرضا جلالی)         | شبکه ۲                              |
| رو به آسمان                          |           | ۱۳۸۵      | بیژن میرباقری (سعید شاپوری)       | شبکه ۳                              |
| یوسف پیامبر                          |           | ۱۳۸۴      | فرج‌الله سلحشور                    | شبکه ۱ (مشاور کارگردان: جمال شورجه) |
| چراغی در شب                          |           | ۱۳۸۴      | جواد ارشاد                        | شبکه ۳                              |
| دایرهٔ تردید                          |           | ۱۳۸۳      | اسماعیل فلاح پور (سعید حاجی میری) | شبکه ۱                              |
| خانه‌ای در تاریکی                     |           | ۱۳۸۲      | سعید سلطانی (اسماعیل عفیفه)       | شبکه ۳                              |
| بشارت منجی                           |           | ۱۳۸۱      | نادر طالب زاده                    | شبکه ۱                              |
| حجر بن عدی (مجموعه تلویزیونی)        |           | ۱۳۸۰      | تاجبخش فنائیان (امیرحسین شریفی)   | شبکه ۱                              |
| یکی بود، یکی نبود (مجموعه تلویزیونی) |           | ۱۳۷۸      | جواد ارشاد                        |                                     |
| صدف و مروارید                        |           | ۱۳۷۷      | سید محسن شهابی                    | شبکه ۲                              |

- ،، یوسف پیامبر ع ،، فرج الله سلحشور ، جمال شورجه شبکه اول ۱۳۸۴

- ،، ستایش ۲ ،، سعید سلطانی شبکه ۲ ۱۳۹۱

- ،،قصه های تبیان ،، فرج الله سلحشور ، جمال شورجه همه ی شبکه ها ۱۳۹۶

- ،، معمای شاه ،، محمدرضا ورزی شبکه اول ۱۳۹۸

- ،، سلمان فارسی ،، داوود میرباقری ۱۴۰۱

### تله فیلم
- انتظار قربان محمد پور (فرج ا… سلحشور) (۱۳۸۵ پخش نشده
- از من بنویس سید حسن ساجدی (داریوش یاری) (۱۳۸۵)، همه شبکه‌ها
- فرصتهای فردا منوچهر هادی (سازمان تعاون) (۱۳۸۵ پخش نشده
- صد سال بیداری مسعود آقابابایی (امیرعباس کنی) (۱۳۸۵)، شبکه ۱
- ضامن، منوچهر هادی (بهروز مفیدی) (۱۳۸۷)، شبکه ۳
- محبوبه، وحید نیکخواه آزاد (منوچهر هادی) (۱۳۸۷)، شبکه ۱
- دلنگرانی، حسن لفافیان (مهدی علمی نیا) (۱۳۸۸)، شبکه ۲
- نیمه تاریکی بابک محمدی (مهدی علمی نیا) (۱۳۸۸)، شبکه ۲
- قرار ما این نبود، منوچهر هادی (محمد رضا شفیعی) (۱۳۸۹)، شبکه ۳
- ما همه اخراجیم، مهدی علمی نیا (شبکه استانی اراک) (۱۳۸۹)، شبکه استانی اراک
- دشمن درون، افشین صادقی (ناجا) (۱۳۸۹ پخش داخلی ناجا
- وعدهٔ دیدار، سعید جلالی (سازمان حج و زیارت) (۱۳۸۹)، شبکه ۳
- مرد و جاده، کامران قدکچیان (علی ژکان) (۱۳۹۰)، شبکه ۳

- ،، عقیق ،، روح الله فخرو ۱۳۹۶ همه شبکه ها

- ،، به وقت آشوب ،، عطالله سلمانیان ۱۳۹۸